# Tiêu Hà
Tiêu Hà (chữ Hán: 蕭何; 257 TCN - 193 TCN) là một Thừa tướng nổi tiếng của nhà Hán, có công rất lớn giúp Hán Cao Tổ Lưu Bang xây dựng sự nghiệp trong thời kỳ Hán Sở tranh hùng. Công lao của Tiêu Hà cùng với Trương Lương và Hàn Tín khiến người đời xếp ông cùng Trương Lương và Hàn Tín thành bộ 3 giúp nhà Hán, gọi là Hán sơ Tam kiệt (漢初三傑). Hậu thế có câu "Phi Tam kiệt tất vô Hán thất" (nghĩa là không có tam kiệt trợ giúp thì không có triều Hán) để tỏ rõ tầm quan trọng của bộ 3 này.
Ông cũng là người có công giúp Hàn Tín đến với Lưu Bang nhưng đồng thời cũng có phần nào trách nhiệm trong cái chết của Hàn Tín, việc này đã trở thành một ngạn ngữ của Trung Quốc "Thành dã Tiêu Hà, bại dã Tiêu Hà" (成也蕭何，敗也蕭何).

## Phò Bái Công
Tiêu Hà vốn là người huyện Bái (ở vùng Giang Tô ngày nay). Không rõ hoàn cảnh gia thế, chỉ biết khi ấy ông giữ chức ngục lại ở huyện mình mà sống qua ngày.
Vào năm 209 TCN, nghĩa quân nông dân khắp nơi nô nức kéo về đất Túc, một nơi gần huyện Bái. Nhiều dân các quận huyện đã nghe lời hiệu triệu của Trương Sở Vương Trần Thắng tổ chức nghĩa quân, giết hết các bọn quan tham ô lại. Quan huyện Bái kinh sợ đã không biết nên ứng phó thế nào đã cho người đi tìm viên Chủ lại Tiêu Hà và Giám ngục là Tào Tham đến để bàn bạc.
Trước đây Tiêu Hà đã từng làm lính ở huyện Tứ Thủy, làm Tòng sự, có nhiều mưu lược và đã được Huyện lệnh rất tin tưởng. Huyện lệnh bàn với Tiêu Hà và Tào Tham hưởng ứng lời kêu gọi của Trương Sở Vương, tham gia chuyện lớn "tạo phản", chống lại sự áp bức tàn khốc của vương triều Tần. Tiêu Hà đã khuyên ông triệu tập những nhân sĩ người đất Bái từng chống lại triều Tần và sau này dùng lực lượng này kêu gọi nhân dân đi theo thì hơn. Sau khi bàn bạc, huyện lệnh đã quyết định cử Phàn Khoái đi mời những người đã theo Lưu Bang. Nhưng sau này huyện lệnh đất Bái đã thay lòng đổi dạ, cho quân lính giữ chặt cửa thành, cho người bắt giam Tiêu Hà và Tào Tham, định giết chết cả hai người nhưng may sao Tiêu Hà và Tào Tham được mật báo nên đã chạy trốn, tìm đến đồn trại của quân Lưu Bang và bàn chuyện phá thành.
Tiêu Hà và Tào Tham vốn là bạn Lưu Bang. Có một lần, huyện lệnh đất Bái mở tiệc thiết đãi Lã Công (呂公, tức [Lã Văn; 呂文], cha Lã Trĩ). Khi đó Tiêu Hà làm người ghi chép quà mừng và ở bữa tiệc đã có quy ước "Những khách nào đi mừng mà chưa đến nghìn quan tiền thì đều ngồi lại nhà khách". Lúc bấy giờ, Lưu Bang nói rằng "Ta có một vạn quan tiền để đến mừng", nhưng thực tế, Lưu Bang chỉ là người chưa có tên tuổi, không gia sản gì. Lã Công nghe thấy Lưu Bang tuyên bố như vậy, kinh ngạc cho mời vào. Duy chỉ có Tiêu Hà biết rõ Lưu Bang đùa cợt nhưng vẫn để cho Lưu Bang vào tham dự tiệc. Mặc dù Tiêu Hà là một Hào lại ở huyện còn Lưu Bang chỉ là một anh chàng nông dân nhưng nhiều lần Tiêu Hà vẫn giúp đỡ Lưu Bang hết mình. Lưu Bang vô cùng cảm kích và coi Tiêu Hà là tri kỷ của mình.
Sau này, Lưu Bang được nghĩa quân huyện Bái tôn lên làm Bái Công. Ba người, Tiêu Hà, Tào Tham và Phàn Khoái đã giúp đỡ Lưu Bang chiêu tập được hơn 3 nghìn người tham gia nghĩa quân.
Không lâu sau, Trần Thắng, Ngô Quảng đã bị giết chết. Khi này, Hạng Lương, Hạng Vũ và Lưu Bang là tướng lĩnh của Sở Hoài Vương. Sau khi Hạng Lương chết, Hạng Vũ đã dẫn quân chủ lực của nước Sở lên phía Bắc cứu nước Triệu và chiến đấu với quân chủ lực của nước Tần do Chương Hàm cầm đầu ở Trung Nguyên. Còn Lưu Bang dẫn quân đi đánh ở phía Tây, vượt qua Nam Dương và Vũ Quang. Tháng 10 năm 206 TCN, đại quân của Lưu Bang đã tiến vào thành Hàm Dương, vua Tần Tử Anh đem xe ngựa, ấn tín Hoàng đế dâng cho Bái Công, Bái Công tuyên bố vương triều Tần diệt vong. Với chiến thắng khi đó, Tiêu Hà khuyên Bái Công không nên thỏa mãn, hưởng thụ những gì đạt được mà cần thu phục lòng dân hơn nữa.
Khi Hạng Vũ dẫn quân chủ lực của liên quân chư hầu vào đất Tần, mở tiệc Hồng Môn, gặp Lưu Bang và quan hệ giữa hai bên trở nên căng thẳng. Lúc bấy giờ, Hạng Vũ đã xem như không có Sở Hoài vương, huỷ bỏ lời thề (người nào vào nước Tần trước thì làm vua nước Tần), tự xưng là Tây Sở bá vương, xem Lưu Bang như tay chân, phong Lưu Bang làm Hán vương giữ phần đất hiểm yếu là Ba Thục và Hán Trung.
Sau khi được phong hầu, Lưu Bang rất tức giận và quyết tử chiến với Hạng Vũ. Tuy nhiên khi đó Tiêu Hà vẫn rất tỉnh táo, khuyên Lưu Bang nên nhận chức Hán vương, khuất phục tạm thời đợi ngày hùng mạnh. Ông quả là có lý khi phân tích rằng, lực lượng quân Lưu Bang không mạnh bằng Hạng Vũ, đánh lại tất sẽ thua mà chết, nên học tập Vua Thang, Chu Vũ vương thu nạp hiền tài thêm nữa, lúc tình thế có lợi nhanh chóng ra quân bình định nước Tần, lúc đó mới có thể tranh giành thiên hạ được.

## Phò Hán vương
Xem chi tiết Hán Sở tranh hùng.
Về sau, Lưu Bang nghe lời khuyên của Tiêu Hà, đến Hán Trung xưng vương và phong cho Tiêu Hà làm Hán Thừa tướng. Hàn Tín vốn là một người đầu quân cho Hạng Vũ, nhưng Hạng Vũ đã không có mắt nhìn người anh hùng, chỉ cho Hàn Tín giữ chức Lang trung. Hàn Tín bèn bỏ Sở đầu Hán. Tuy nhiên, Hàn Tín đã từng phạm pháp nên bị xử chém. Hạ Hầu Anh là quan giám trảm bấy giờ đã cứu Hàn Tín thoát trảm. Nhưng Lưu Bang bấy giờ vẫn chưa biết rõ về Hàn Tín nên chỉ cho ông giữ chức Đô uý. Hàn Tín nhiều lần đến gặp gỡ Tiêu Hà và cùng ông chuyện trò, hiểu rõ nhau. Tiêu Hà đã khuyên Lưu bang trọng dụng Hàn Tín. Ông đã 3 lần tiến cử Hàn Tín nhưng Hán vương không dùng. Hàn Tín hết sức thất vọng và bỏ ra đi, Tiêu Hà kinh hoàng vội vã đuổi theo Hàn Tín. Khi Hán vương hỏi lý do vội vã đuổi theo Hàn Tín của Tiêu Hà, ông nói "các chư tướng mà tìm thì rất dễ nhưng nhân tài giống như Hàn Tín thì có một không hai. Nếu như đại vương yên tâm xưng vương ở Hán Trung lâu dài thì bất tất dùng Hàn Tín. Còn muốn tranh thiên hạ, ngoài Hàn Tín ra không có ai đảm nhiệm được". Và ông còn nói thêm "Nếu làm tướng lĩnh thì Hàn Tín cũng không ở lại đây". Hán vương đã đồng ý cho Hàn Tín làm Đại tướng, Thống soái các tướng lĩnh và cho mời Hàn Tín về để bàn bạc công việc. Hàn Tín đã bày cho Hán vương sách lược bình thiên hạ: "Dưỡng sức tại Ba Thục, ổn định tại Hán Trung sau đó tung lực lượng về Hán Trung hướng về phía Đông đoạt thiên hạ".
Hán vương đã theo sách lược cụ thể của Hàn Tín mà bố trí Tiêu Hà trấn thủ Ba Thục, làm yên lòng dân buôn bán, thu thuế cũng cấp lương thực cho quân đội. Nhân lúc Hạng Vũ chỉ lo hướng về phía Đông để thu phục nước Tề không chú ý đến hướng Tây, Hán vương đã cho quân đánh nước Tần và nhanh chóng bình định Quan Trung. Năm thứ hai đời nhà Hán, quân Hán tiến về Đông thu đất của nước Ngụy, sau đó đến lượt vua nước Hàn đầu hàng và tiếp theo là nước Tề, nước Triệu theo Hán đánh Sở. Tiêu Hà khi đó đã là thừa tướng đã ra cụ thể chính sách pháp luật, xây dựng xã tắc, sửa chữa đền đài, cung điện bị hỏng, đặt quận huyện... làm cho nhà Hán có quy mô chặt chẽ của một nhà nước thời chiến. Ông cũng không quên việc bổ sung lực lượng và lương thực chi viện cho chiến tranh. Hán vương nhiều lần bị Hạng Vũ đánh, bị vây hãm, hao binh tổn tướng may có Tiêu Hà ở hậu phương bổ sung lực lượng kịp thời. Tháng 5 năm 205 TCN, quân Hán đại bại ở Bành Thành, Tiêu Hà đã kịp thời huy động quân lính ở Quan Trung ra tiền tuyến. Quân Hán được tiếp sức, đánh bật lại quân Sở và khiến Hạng Vũ không thể tiến sâu thêm về phía tây (đất Hán kiểm soát).

## Phò Hán Đế

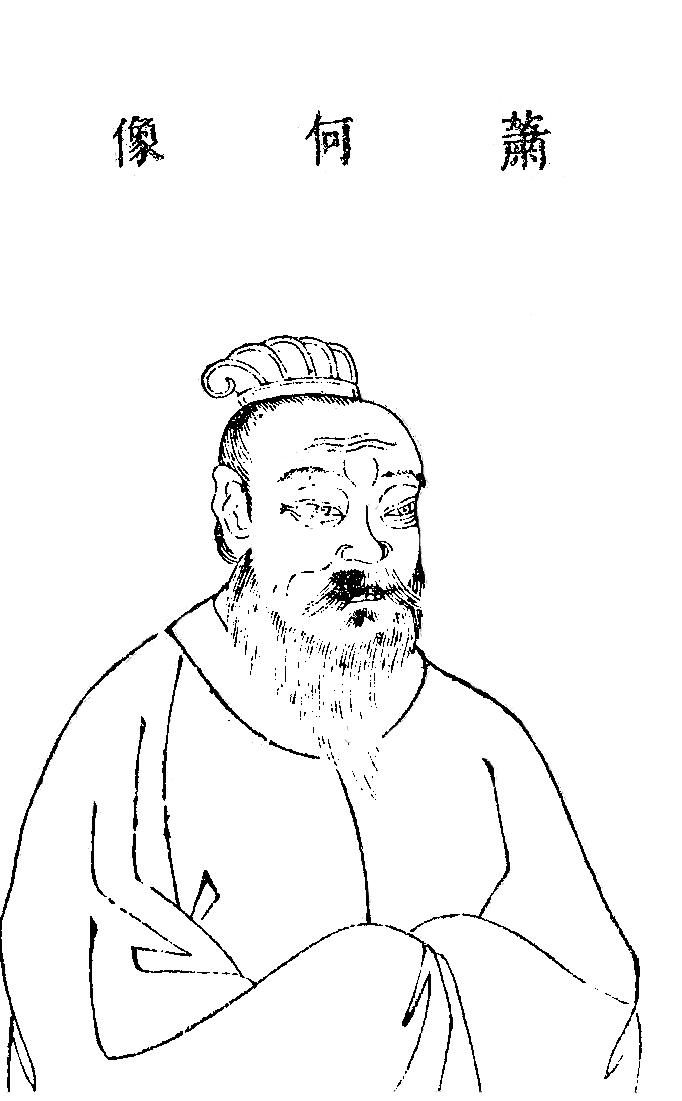
Chân dung Tiêu Hà trong "Tam tài đồ hội".

Năm thứ 5 đời Hán, Hạng Vũ bị thua chết ở Cai Hạ. Tháng 2, Lưu Bang lên ngôi Hoàng đế. Trong cuộc chiến tranh thống nhất Trung Hoa, tiêu diệt Hạng Vũ, Lưu Bang đã nhận định "...xây dựng nước nhà, ổn định nhân dân, chuyển vận nhanh, quân lương sung túc ta không bằng Tiêu Hà..." Cho nên lúc bình phong công tước, Tiêu Hà được công đầu, ông đứng đầu trong 18 vị Liệt hầu được hưởng ơn huệ nhiều nhất, vào triều không phải theo những quy định lễ nghi của triều đình. Ông lên điện vẫn được đeo kiếm.
Về sau, Tiêu Hà còn được phong làm Tán hầu (酇侯) và hơn chục người thân thuộc của ông cũng được phong chức tước. Tiêu Hà cai trị nước được lòng dân và cũng vô hình là thách thức với uy tín của Hoàng đế. Tiêu Hà cũng thấy được nguy cơ này và hết sức thận trọng trong xử thế. Sau khi thống nhất thiên hạ thì Lưu Bang lại dần tìm cách loại trừ các công thần, loại bỏ chức Hoài Âm hầu của Hàn Tín.
Năm thứ 7 đời Hán (năm 200 TCN), Lưu Bang đưa quân đi đánh vua nước Hàn và Hung Nô. Tiêu Hà ở hậu phương đã cho lập các cửa cung phía Đông và phía Bắc để bảo vệ hoàng tộc tại cung Vị Ương. Sau này Lưu Bang đã cho hạ chiếu dời đô từ Lạc Dương sang Trường An và bố trí cung điện cho hoàng gia tại đây.
Năm 11 đời Hán (năm 196 TCN), Trần Hy làm phản ở đất Triệu, Lưu Bang phải đi dẹp, Lã Hậu và Tiêu Hà ở lại kinh thành. Lã Hậu sợ Hàn Tín nội ứng cho giặc ở kinh đô nên muốn trừ khử Hàn Tín. Vừa lúc đó có một bức thư của người em một người đã bị Hàn Tín kết tội đang cho giam trong ngục chờ ngày xử chết, bức thư vu cho Hàn Tín tội mưu phản. Lã Hậu đã lợi dụng Tiêu Hà là người Hàn Tín rất tin tưởng, để bảo Hàn Tín đến cung chúc thọ Lã Hậu. Vừa đến nơi thì Hàn Tín bị võ sĩ mai phục áp dẫn đến cung Trường Lạc chịu hành hình: xẻo mũi, chặt đầu, chặt tứ chi, róc thịt, quăng xương và thịt ra cho chó ăn để dân xem, với tội mưu phản... Lưu Bang nghe nói Hàn Tín chết vừa mừng vừa thương, đem ấn tín Tướng quốc của Hàn Tín giao cho Tiêu Hà.
Hàn Tín đã chết, lòng đố kỵ của hoàng đế tập trung vào Tiêu Hà. Ông được Lưu Bang cho đội bảo vệ theo hầu từng bước, mỗi khi hoàng đế phải thân chinh đi dẹp giặc ở biên ải. Có người đã nói với Tiêu Hà rằng ông nên tỏ ra tham lam để làm hại đến thanh danh liêm khiết của mình thì vua mới yên lòng, mới không lo việc chiếm thành, mua chuộc tình cảm nhân dân của Tiêu Hà. Nhưng ông rất tiết kiệm thanh liêm, luôn giữ phẩm chất trong sạch. Có lần Tiêu Hà đã đề đạt nguyện vọng của dân lên Lưu Bang về việc dùng đất hoang trong vườn thượng uyển để khai khẩn, trồng lúa. Lưu Bang nghe nói vậy rất tức giận, cho rằng ông ăn hối lộ của dân cho nên mới nghĩ đến việc phá vườn thượng uyển. Hoàng đế cho lệnh bắt giam ông. Sau này do Vương Vệ Uý can gián nên Hoàng đế đã nhận ra sai lầm của mình và Tiêu Hà mới được thả ra. Khi Tiêu Hà đến ra mắt Lưu Bang để tạ tội, Lưu Bang nói với Tiêu Hà:"Tướng quốc hãy về nhà nghỉ ngơi. Tướng quốc vì dân mà thỉnh cầu, trẫm không cho phép, thì trẫm như vua Kiệt đời Hạ, vua Trụ đời Thương là vua ác, còn khanh là Tể tướng hiền. Việc trẫm bắt khanh đã chỉ ra rằng trẫm đã phạm sai lầm".
Một thời gian sau, Lưu Bang chết vào cuối năm đó, Tiêu Hà tiếp tục phục vụ con trai Lưu Bang, tức Hán Huệ Đế Lưu Doanh.
Sau này khi ông bị bệnh nặng, Hán Huệ Đế đã tự mình đi thăm ông và hỏi về người thay thế sau khi ông chết, liệu là Tào Tham có được không. Tiêu Hà nằm trên giường bệnh, ngẩng đầu nói:"Bệ hạ nói đúng, lão thần chết không ân hận". Tào Tham vốn là bạn cũ lâu năm của Tiêu Hà, nhưng sau chuyện phong Bái tướng, giữa hai người đã có mâu thuẫn. Tào Tham ganh ghét Tiêu Hà, nhưng Tiêu Hà không để ý đến mà chỉ cần người có tài và có lợi phục vụ cho đất nước. Về sau này, Tào Tham đã được làm tướng theo chính sách của Tiêu Hà.
Ông được ban thụy hiệu là Văn Trung hầu (文終侯).

## Những đóng góp chính
1. Mở mang Ba Thục - Hán Trung, xây dựng và củng cố căn cứ địa Quan Trung, có nhiều cống hiến cho việc thống nhất Trung Hoa, xây dựng Đại Hán.
2. Trong thời gian chiến tranh loạn lạc đã chú ý đến đời sống nhân dân, chiếm được cảm tình của dân, làm cho dân yêu Hán và ghét Sở, do đó được nhân dân chi viện và ủng hộ, bảo đảm được thắng lợi trong cuộc chiến với Sở vương.
3. Đề cử những người có tài năng cho đất nước như Hàn Tín làm thống soái, Trương Lương làm phó tướng. Trước khi chết đề cử Tào Tham là người tài giỏi làm tướng, mặc dù Tào Tham luôn đố kỵ với ông.
4. Cho xây dựng tông miếu, xã tắc, cung điện, đặt lại quận huyện, xây dựng pháp luật, thể chế...

## Ngạn ngữ
- "Thành dã Tiêu Hà, bại dã Tiêu Hà" - Câu nói nổi tiếng của Hàn Tín chỉ việc chính Tiêu Hà đề cử Hàn Tín với Lưu Bang để làm nên đại nghiệp, rồi cũng chính Tiêu Hà lập kế đổ tội Hàn Tín làm phản để trừ khử ông.
- "Anh hùng tạo thời thế"
- "Tiêu quy Tào tùng" (Tiêu Hà định ra quy chương chế độ, còn Tào Tham thì theo đó mà vận dụng). Tào Tham kế thừa các quy chương chế độ của Tiêu Hà mà không sửa đổi thêm bớt gì. Câu nói này chỉ việc tiếp tục công việc của người đi trước